# ليان ليو
ليان ليو (بالصينية: 劉雪華) هي ممثلة صينية، ولدت في 12 نوفمبر 1959 في بكين في الصين.

## وصلات خارجية
- ليان ليو على موقع IMDb (الإنجليزية)
- ليان ليو على موقع أول موفي (الإنجليزية)
- ليان ليو على موقع قاعدة بيانات الفيلم (الإنجليزية)